# Verat
El verat (Scomber scombrus), anomenat cavalla al País Valencià i caval·lo a l'Alguer, és un peix teleosti que pertany a la família dels escòmbrids, ordre dels perciformes. Abunda a la Mar Mediterrània i a l'oceà Atlàntic. Quan és jove rep el nom de veradó o gallimó.
S'alimenta d'altres peixos de mida petita, crustacis i mol·luscs. En temps d'hivern, el verat roman a uns 170 metres de fondària mentre que amb el bon temps solen agrupar-se en bancs molt nombrosos i pujar a la superfície. Una femella pot pondre entre 200.000 i 400.000 ous que es desclouen al cap de pocs dies.

## Descripció
El verat presenta un cos molt prim amb dues aletes dorsals ben separades, amb unes aletes pectorals curtes, i una aleta anal seguida de set aletes més petites. La seva coloració és blavosa fosca a dalt amb el ventre blanc. Fa entre 25 i 45 cm de llargada i pot assolir 4,5 kg de pes.

## Gastronomia

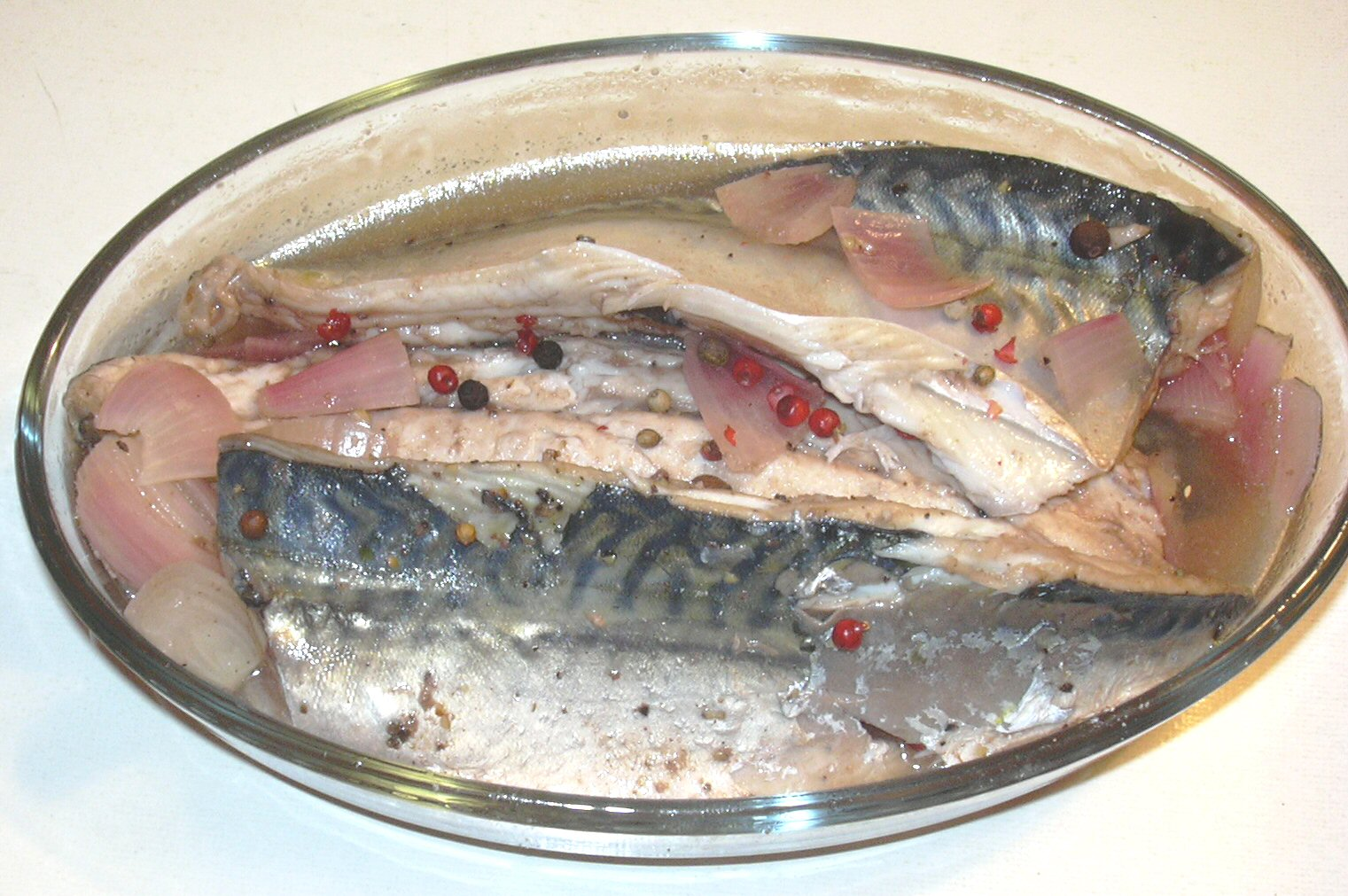
Verat escabetxat a la francesa

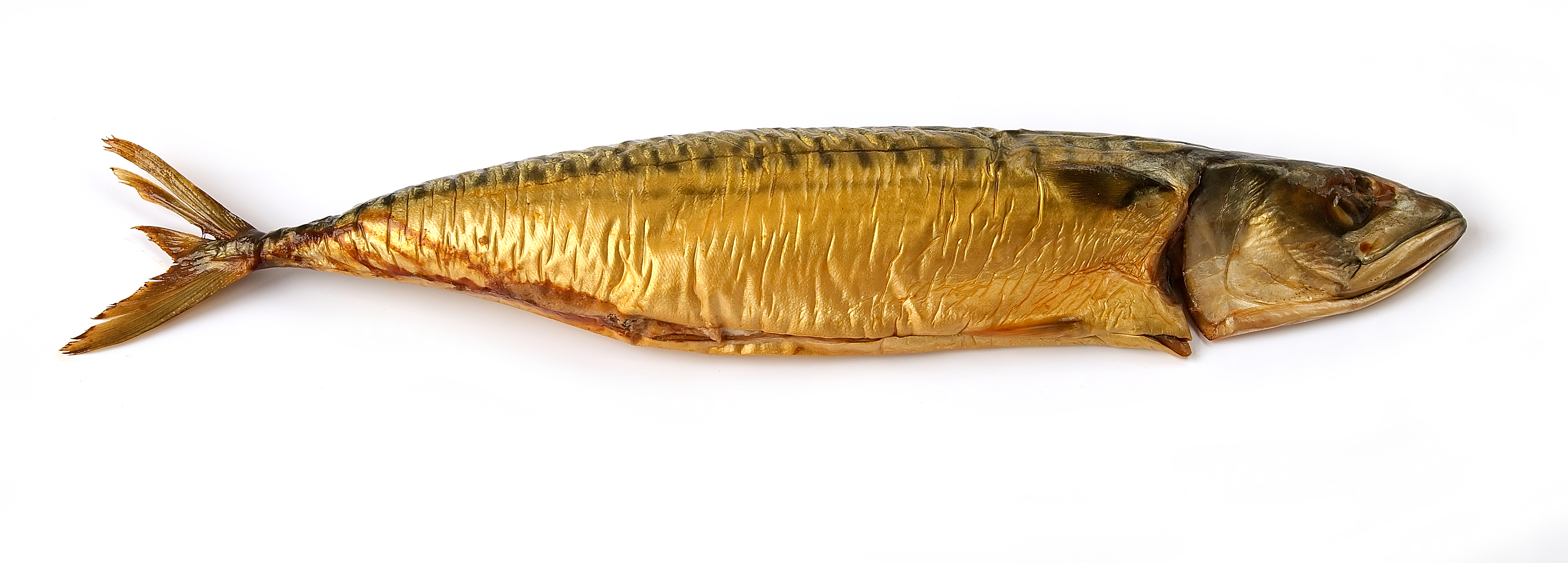
Verat fumat

El verat és un peix ideal per fer a la planxa. Després de treure el cap, s'obre el verat al llarg de l'espina i s'aplana. Al moment de servir es posa una mica d'all i julivert picat per sobre. El verat a la planxa es menja normalment acompanyat d'escalivada o de verdures i d'un bon pa.
El verat també és un bon peix per fer en escabetx, igual que la tonyina i les sardines. A la brasa es pot menjar tal com és, macerat o com a coca de verat a la brasa.
Aquest peix és un dels ingredients essencials de la llandeta de peix, plat que té el seu origen a Dénia.
El verat és un peix també molt apreciat a la taula a alguns països del nord d'Europa. És un peix blau, idoni per fer fumat, car com tots els peixos blaus els verats contenen una alta proporció d'oli a la carn que ajuda a llur conservació.
A la cuina francesa també és un peix molt conegut. Un dels plats francesos a base de verat és el verat al vinagre amb grans de pebre (maquereau au vinaigre).
Al Japó, les espècies locals de verat ("masaba" マサバ Scomber japonicus i "gomasaba" ゴマサバ Scomber australasicus), de mida i gust molt similars, són molt apreciades. A la cuina japonesa els verats són presents a tota una sèrie de plats, entre els quals cal mencionar que constitueixen la base del sushi curat amb sal més comuna.